# Olleros (Bárcena del Monasterio)
Olleros (en asturiano y oficialmente: Oḷḷeiros) es una casería que pertenece a la parroquia de Bárcena del Monasterio en el concejo de Tineo (Principado de Asturias). Se encuentra a 401 m s. n. m. y está situada a 19,60 km de la capital del concejo, la villa de Tineo. 

## Población
En 2020 contaba con una población de 24 habitantes (INE, 2020) repartidos en un total de 19 viviendas (INE, 2010).